# Ceratocuma erinacea
Ceratocuma erinacea är en kräftdjursart som beskrevs av Michel Ledoyer 1988. Ceratocuma erinacea ingår i släktet Ceratocuma och familjen Ceratocumatidae. Inga underarter finns listade i Catalogue of Life.